# 르네 지라르
르네 지라르(프랑스어: René Girard, 1923년 12월 25일 아비뇽 – 2015년 11월 4일 캘리포니아 스탠퍼드)는 프랑스의 인류학자, 사학자, 철학자이다.
에콜 데 샤르트르에서 수학한 지라르는 미국에서 박사 학위를 취득하고 이후 쭉 미국에서 학술 경력을 쌓아갔다. 처음에는 그곳에서 문학을 가르쳤다. 지라르는 1957년부터 1980년까지 존스 홉킨스 대학교 교수였으며, 이후 1980년부터 1995년까지 스탠퍼드 대학교 교수였다.
'모방 이론'의 아버지인 지라르는 욕망의 모방적 성격의 발견을 기점으로 폭력과 종교에 대한 새로운 인류학을 창설하고자 시도했다. 문학 분야에서 지라르의 분석은 <낭만적 거짓과 소설의 진실>에서 신화의 원조와 희생적 제의를 <폭력과 성스러움>에서는 집단적 폭력 현상 및 박해 현상까지 다루고 있다.

## 생애
지라르는 2005년 아카데미 프랑세즈 회원으로 선출되었다.
르네 지라르의 아버지, 조제프 지라르는 고문서학을 배우고 팔레 데 파프(Palais des Papes)의 관리인으로 일했으며, 1906년부터 1949년까지는 아비뇽에 위치한 칼베 박물관과 도서관에서 근무했다. 아버지는 반교권주의자이자 공화주의자였다. 어머니는 드롬 데파르트망에서 여성 처음으로 바칼로레아에 합격했으며, 천주교 신자였다. 르네 지라르의 미들네임은 노엘 테오필이었고, 5명의 자식 중 차남으로 태어났다. 그는 6살 때부터 홀로 책 읽기를 배워나갔다. 1943년부터 1947년까지 르네 지라르는 동기 앙리장 마르탱(Henri-Jean Martin)과 함께 파리 국립고문서학교에서 공부했다. 그는 마르셀 오베르와 앙드레 마송의 심사 하에 <15세기 후반 아비뇽의 사생활>이라는 고문서학 논문을 저술했다.
1947년, 친구 르네 샤르의 조언에도 불구, 르네 지라르는 이후 여생을 보내게 될 미국에서 국가장학금을 받으며 프랑스어 교사로 일하러 떠났다. 그는 1952년 6월 18일, 사서 마르타 맥컬러와 감리교식으로 결혼했다. 부부는 세 자식, 마르탱, 다니엘, 마리를 낳았다. 지라르는 1950년 인디애나 대학교 블루밍턴에서 <미국의 대불여론: 1940-1943>이라는 제목의 논문으로 역사학 박사학위를 받았다. 그곳에서 지라르는 자신의 평판을 확고히 할 분야, 문학 강의를 시작했다. 지라르는 듀크 대학교 교수로(1952-1953), 이후 브린 모어 칼리지 조교수로(1953-1957) 일했다. 1957년부터 1968년까지 지라르는 발티모어의 존스홉킨스 대학교에서 강의를 했으며, 그곳에서 리오 스피처, 조르주 풀레, 장 스타로뱅스키와 면식을 쌓았다. 1966년 10월에는 그곳에서 “비판의 언어와 인문과학”에 관한 국제 학술회를 조직했는데, 롤랑 바르트, 자크 라캉, 뤼시앵 골드만, 장 이폴리트, 폴 드 망, 에드워드 사이드, 기 로솔라토, 니콜라 뤼웨, 츠베탄 토도로프, 장피에르 베르낭 같은 당대 최고의 석학들이 모였다. 이 “프렌치 인베이전”의 목표는 미국 학자들에게 구조주의를 소개하는 것이었다. 그러나 당대까지 무명이었던 철학자 자크 데리다가 이곳에서 구조주의를 타파하고 해체주의를 새 주류 이론으로 정립하는 데 영향을 준 발표를 하여 큰 관심을 끌게 되었다. 지라르는 이에 대해서 미국 대학교에 ‘역병’이 창궐했다고 묘사하며 반감을 표했다.
1968년, 지라르는 버팔로 대학교에 임용되어 그곳에서 1975년까지 강의를 하다가, 이후 4년간 존스홉킨스에 복귀하여(1976-1980), 여기서 미셸 세르와 친분을 쌓고 공동 작업을 하게 된다. 르네 지라르는 그를 빈번히 존스홉킨스로 불렀는데, 이후 미셸 세르도 미국 서해안으로 지라르를 부르곤 했다.
지라르는 1980년부터 퇴임하게 된 1995년까지 스탠포드 대학교에서 경력을 이어나갔다. 그는 그곳에서 장피에르 뒤퓌와 함께 <학제간 연구 프로그램>을 운영하며 여러 주요 학술회를 조직했다.
2005년 3월 17일, 르네 지라르는 2004년 1월 사망한 앙브루아마리 카레 신부의 뒤를 이어 아카데미 프랑세즈 37좌에 선출되었다.

## 같이 보기
- 제임스 조지 프레이저
- 시뮬라크르